# 露露亞的鍊金工房 ～亞蘭德之鍊金術士4～
《露露亞的鍊金工房 ～亞蘭德之鍊金術士4～》是由光榮特庫摩遊戲於2019年3月20日發售的日本遊戲軟體。本作為鍊金工房系列第20部作品、亞蘭德系列的第4部作品。
繁體中文版於2019年5月21日在PlayStation 4、任天堂Switch以及Steam平台發售。

## 玩法
操作主角露露亞，反覆透過「探索」獲取採集地裡的道具、經由「戰鬥」擊敗魔物以獲得道具及經驗值、以「調合」將素材製作成能幫助「探索」及「戰鬥」的道具。遊戲中有一本「鍊金謎語之書」，須達成書中的條件以推進劇情、前往新的採集地，或是得到新的調合配方。

## 情節
描述繼《蘿樂娜的鍊金工房》、《托托莉的鍊金工房》、《梅露露的鍊金工房》之後，以蘿樂娜的女兒為主角的故事。

## 主要角色
下列中文譯名皆以官方翻譯為主。
露露亞 / 艾爾梅露莉亞・菲立克塞爾
職業：鍊金術士
聲優：島袋美由利
本作主角，蘿樂娜的女兒。性格直率。
與母親蘿樂娜分離，目前和師父琵亞妮雅一起生活。
璦法・阿爾姆絲塔
職業：育幼院助手
聲優：阿澄佳奈
露露亞的童年玩伴。性格溫柔且穩重。總是陪伴在露露亞身邊。
琵亞妮雅
職業：鍊金術士
聲優：あきやまかおる
露露亞的師父。性格穩重，喜歡照顧人。
拜亞蘭德王國有名的鍊金術師托托莉為師，已是一名獨當一面的鍊金術士。目前正以師父的身分教導露露亞鍊金術。
克里斯多夫・奧里爾・亞蘭德
職業：劍士
聲優：花江夏樹
以成為「最強的劍士」為目標的冒險者。性格冷靜、認真。
為了超越「某個男子」而努力精進自己。
蘿樂娜 / 蘿樂萊娜・菲立克塞爾
職業：鍊金術士
聲優：門脇舞以
露露亞的母親，亞蘭德王國中首屈一指的鍊金術士。
不擅長指導他人鍊金術，也因此將露露亞交給琵亞妮雅教導。
是《蘿樂娜的鍊金工房 ～亞蘭德之鍊金術士～》的主角。
菲克斯‧費尼
職業：魔術師
聲優：羽多野涉
對露露亞充滿興趣的謎樣魔術師。
尼可迪莫斯‧大衛‧狄特
職業：（原）海賊
聲優：松岡禎丞
原為亞蘭德王國一帶港口的船夫。因船被破壞，而正以冒險者身分承接任務以賺取修理費用。
史特爾肯布魯克・庫拉哈
職業：警備團 團長
聲優：小杉十郎太
亞蘭德王國中，掌管所有警備事務的警備團團長。性格認真，非常嚴以律己。